# Agostino Greggi
(Agostino Greggi)
Agostino Greggi (Roma, 1º settembre 1920 – Roma, 11 maggio 2002) è stato un politico, avvocato e ingegnere italiano.

## Biografia
Di formazione salesiana, originario di Montecelio, aderì sin dalla giovinezza all'Azione Cattolica. La sua attività politica ebbe inizio nel 1944 a Roma con la Democrazia Cristiana. Fu il principale leader del gruppo di Intesa Universitaria e tra i fondatori - nonché primo Presidente - dell'Unuri, la rappresentanza universitaria nazionale.
Incaricato per la moralità, delegato per le Attività Sociali, e poi Presidente Diocesano della Gioventù Cattolica di Roma nel triennio 1954-1957, divenne noto alle cronache per le iniziative assunte - anche in sede giudiziaria, nella sua qualità di avvocato - per contrastare quello che egli, dal suo punto di vista, riteneva fosse il degrado dei costumi sociali del tempo.
Collaboratore di Guido Gonella, allora segretario della DC, egli maturò la sua esperienza politica a livello nazionale. Consigliere comunale a Roma dal 1956, Assessore al Traffico nel periodo dei Giochi della XVII Olimpiade del 1960 e poi alla Polizia Urbana, contribuì in maniera significativa - anche in virtù delle sue competenze di ingegnere - alla discussione dei problemi del Piano Regolatore, della Metropolitana, delle Aziende Municipali, del traffico, della Legge Speciale per Roma, e nel 1959 fu tra i principali fautori dello smantellamento della quasi totalità delle linee tramviarie e filoviarie di Roma.
Agli inizi della sua carriera politica, nel 1957, Greggi fu Avvocato di parte civile in una celebre causa intentata a Roma contro un manifesto in abiti succinti di Brigitte Bardot, protagonista del film distribuito in Italia col titolo "Miss Spogliarello", sulla base di una petizione firmata da circa ventimila persone. È da questo episodio che trasse ispirazione il celebre sceneggiatore Rodolfo Sonego ne Il moralista, film satirico del 1959 (anche se, a differenza del protagonista Agostino, Greggi non venne mai coinvolto in scandali di alcun tipo). Nel raccontare la genesi del film, lo stesso Sonego ha riconosciuto: "Posso dire con certezza che il personaggio interpretato da Alberto Sordi, Agostino il moralista, andava molto al di là della figura realmente esistente dell'onorevole Agostino Greggi e delle sue fobie".

### Attività parlamentare
Deputato per la DC dal 1963 al 1972, presentò numerosi progetti di legge ispirati ai principi della dottrina sociale della Chiesa cattolica, di cui fu un convinto propugnatore, come quelli sul decentramento industriale, sulla casa in proprietà ad ogni famiglia, sugli assegni familiari. Mantenne però sempre una posizione critica verso il centrosinistra, ritenendo che tale formula politica allontanasse la DC dagli ideali di Sturzo e De Gasperi. In quegli anni fondò e diresse il settimanale Democrazia, nel cui logo compariva il motto "Occorre costruirla per difenderla".
Di fronte al prospettarsi del compromesso storico uscì dalla Democrazia Cristiana e presentò alle elezioni del 1972 una lista autonoma, Azione Cristiana Popolare, nella speranza di replicare il successo registrato nelle elezioni del 1963 e del 1968, quando era risultato tra i candidati che avevano raccolto il maggior numero di preferenze nella Circoscrizione del Lazio. Ma il tentativo fallì, e durante la battaglia per il referendum contro il divorzio - del quale fu tra i promotori - si avvicinò alla Destra Nazionale, aderendo nel 1975, insieme ad altri esponenti politici cattolici, conservatori e antifascisti, alla "Costituente di Destra per le libertà", di cui fu segretario, promossa dal MSI-DN. Candidato alla Camera nelle liste del MSI-DN alle elezioni del 1976, non venne eletto per poche centinaia di preferenze. Nonostante questo non aderì, come la maggioranza degli esponenti della Costituente a Democrazia Nazionale.
Fu invece rieletto deputato nel 1979 nel MSI-DN, nella circoscrizione di Roma perché Almirante optò per un altro collegio, ma nel 1981 uscì dal Gruppo parlamentare missino per iscriversi a quello misto. 
Nel corso dei suoi tre mandati parlamentari presentò numerose interrogazioni ed interpellanze, tra le quali alcune, relative a questioni di costume e di attualità, ebbero particolare risonanza sui giornali del tempo. Nel 1966 il Questore di Roma dispose la chiusura pomeridiana della discoteca "Piper" perché" costituiva un mezzo di distrazione dei giovani con conseguente sviamento da occupazione e studi". Pochi giorni dopo un'interrogazione di Greggi chiedeva di estendere il divieto a tutta Italia in quanto era ”dovere costituzionale dei genitori educare i figli e sottrarli ai richiami di chi offre suggestioni per lucro”.
In occasione del suicidio di Luigi Tenco, nel gennaio 1967, egli presentò una interrogazione parlamentare per protestare contro la mancata sospensione del Festival di Sanremo per lutto.
Nei primi mesi del 1982 indirizzò una interrogazione-appello al Presidente del Consiglio, al Ministro del Turismo e Spettacolo e a quello del Lavoro per chiedere un provvedimento di clemenza nei confronti dei giocatori coinvolti nello scandalo del calcio-scommesse; pochi mesi dopo, avendo scontato la sua squalifica, Paolo Rossi trascinò l'Italia al trionfo del Campionato mondiale di calcio 1982 e il provvedimento venne adottato.
Alle elezioni del 1983 non torna in Parlamento.

### L'impegno civile degli ultimi anni
Con l'avvento del pontificato di Giovanni Paolo II, di cui fu un seguace entusiasta, tornò a privilegiare l'impegno civile ed ecclesiale, abbandonando progressivamente la politica nei partiti.
Insieme al giornalista ed ex deputato democristiano Raimondo Manzini diede vita negli anni ottanta al Segretariato nazionale "Reagire - per la difesa morale dell'uomo e della famiglia". Sempre in quegli anni, collaborò attivamente con il Centro Internazionale Studi Luigi Sturzo, per il cui periodico (Rinascimento popolare) scrisse numerosi articoli. Nel 1989 denunciò Canale 5 per pornografia televisiva per la trasmissione dei film 9 settimane e ½ e Ultimo tango a Parigi. Sposato, con tre figli, è stato iscritto a entrambi gli Albi professionali di Avvocati e Ingegneri per oltre 50 anni. Le sue spoglie riposano nel cimitero di Montecelio.